# 水野勝之
水野 勝之（みずの かつし、1956年7月27日 - ）は日本の経済学者。明治大学商学部教授、博士（商学）。
専門は計量経済学（システム―ワイド・アプローチ理論）。元経済教育学会長、2022年10月より経済教育学会長に再就任。現明治大学経済教育研究センター代表。

## 略歴
千葉県出身。 東京都立広尾高等学校卒業。1980早稲田大学政治経済学部経済学科卒業。1985年同大学院経済学研究科博士課程単位修得退学。
1985年北九州大学（現北九州市立大学）商学部専任講師、1988年同助教授、1995年年明治大学商学部助教授、1996年同教授。

## 著書

### 研究書
- 『ディビジア指数』創成社（1991年5月）
- 『システム－ワイド・アプローチの理論と応用－計量経済モデルの新展開－』梓出版（1992年3月）
- 『経済指数の理論と適用－消費分析への経済指数の適用－』創成社（1998年9月）
- 『林業の計量経済分析』水野勝之・土居拓務・安藤詩緒・井草剛・竹田英司　五弦舎（2019年11月）[注釈 1]
- 『防衛の計量経済分析』水野勝之・安藤詩緒・安藤潤・井草剛・竹田英司　五弦舎（2020年4月）[注釈 2]

### 主要な教科書
- 『テキスト経済数学』中央経済社（1997年4月）
- 『マクロ経済分析入門』創成社（1997年5月）
- 『経済指数の理論と適用－消費分析への経済指数の適用－』創成社（1998年9月）
- 『テキスト計量経済学』中央経済社（1999年3月）
- 『入門編テキスト経済数学』中央経済社（2000年3月）
- 『どうなってるの！？日本の経済』中央経済社（2001年10月）
- 『マクロ経済学＆日本経済』創成社（2005年5月）
- 『エコノミクス』泉文堂（2006年6月）
- 『エレメンタル現代経済学』金子邦彦編著　第２章「ミクロ経済学」担当（共著 土居拓務）晃洋書房　（2016 年10月）
- 『新テキスト経済数学』水野勝之・南部和香・安藤詩緒・井草剛　中央経済社（2017年3月）
- 『余剰分析の経済学』水野勝之・土居拓務・宮下春樹　中央経済社（2018年11月）
- 『ドラマで学ぼう！統計学～森の中の物語 Statistics in the Forest』水野勝之・土居拓務・安藤詩緒・井草剛　五絃舎（2020年4月）
- 『基本経済学視点で読み解くアベノミクスの功罪』中央経済社（2021年4月）
- 『変革と共存の現代経済史: 日米中の経済力学を解き明かす』水野勝之・楠本眞司・土居拓務・本田知之、中央経済社（2023年8月）

### 主要な一般書
- 『コロナ時代の経済復興－専門家40人からの明日への緊急提案－』水野勝之 編著、創成社（2020年8月）[注釈 3]
- 『イノベーションの未来予想図―専門家40名が提案する20年後の社会―』水野勝之・土居拓務 編著　創成社（2021年9月）
- 『新行動経済学読本−地域活性化への行動経済学の活用−』水野勝之・土居拓務　明治大学出版会（発行所：丸善出版）（2021年11月）
- 『ウンチの経済学』水野勝之・赤石秀之・南部和香・土居拓務 編著　八千代出版（2022年4月）

## 社会活動
経済学の分野、経済教育の分野で幅広く活躍している。経済教育学会では会長を務めた。2013年経済教育学会賞（実践部門）を受賞している。2020年2月22日には衆議院財政金融委員会に参考人として招致され、特例公債法案審議についての説を披露している。
目の不自由な方の経済学の勉強の機会がないという意識から、audiobookでリスニング経済学シリーズを作っている。
『リスニング経済学』水野勝之・土居拓務・井草剛（ナレーター：磯貝圭子,北脇一徹,藤田悟,佐山光里,小林エレキ）五絃舎（2020年4月）
『リスニングアベノミクス総括』水野勝之・井草剛・土居拓務・楠本眞司（ナレーター：友瀬まり）五絃舎（2020年10月）
『リスニング現代経済史』水野勝之・井草剛・土居拓務・楠本眞司（ナレーター：TRYプロジェクト）五絃舎（2020年12月）
『リスニング行動経済学』水野勝之・井草剛・土居拓務・楠本愼司（ナレーター：TRYプロジェクト）五絃舎（2021年3月）